# Bordj Zemoura
Bordj Zemoura là một đô thị thuộc tỉnh Bordj Bou Arréridj, Algérie. Dân số thời điểm năm 2002 là 11.726 người.